# Arnobio de Sicca
Arnobio de Sicca, más conocido como Arnobio, fue un retórico pagano y, tras una tardía conversión, polemista cristiano del siglo IV. Nació en Sicca, pequeña ciudad del África proconsular, donde enseñó retórica a finales del siglo III, contando entre sus discípulos a Firmiano Lactancio.
Según este testimonio de san Jerónimo, antes de su conversión había atacado la fe católica. Posteriormente, y habiendo solicitado ser admitido en el seno de la Iglesia y ante la desconfianza de su obispo, que le pide una muestra de sinceridad, escribe Adversus nationes (obra llamada también Adversus gentes), siete libros de apología contra los paganos, cuya fecha de composición debe situarse en los primeros años del siglo IV, ya que en ellos Arnobio habla de libros litúrgicos arrojados al fuego, alusión manifiesta a la persecución de Diocleciano.
No se tienen más datos de su vida.

## Obra
Adversus nationes es una larga y confusa apología del cristianismo, «desigual y pesada», donde Arnobio, en estilo ampuloso, con erudición e ironía, ataca el politeísmo, sobre todo en su forma de antropolatría. Los dos primeros libros van encaminados a rebatir la superstición pagana, que estima a los cristianos responsables de las calamidades que asuelan al género humano. Los libros 3-5 constituyen una violenta requisitoria contra la mitología grecorromana. Con fecundidad retórica desarrolla los temas tradicionales llevando a sus últimas consecuencias de ridículo las leyendas paganas. Los libros 6-7 son un ataque al culto politeísta y defiende a los cristianos de la acusación de impiedad. Adquieren especial interés por la cantidad de detalles concernientes a ritos y ceremonias.

## Doctrina
Llama la atención en Arnobio la ausencia de argumentos tomados de la Biblia. Las raras veces en que se citan pasajes del Nuevo Testamento, aparecen confundidos; así por ejemplo: en I, 46, col. 778, afirma que cuando el Señor (Jesucristo) hablaba era entendido por gentes de diversas naciones en su propia lengua, transposición manifiesta de la narración de Pentecostés en el Libro de los Hechos. No solo desconoce el Nuevo Testamento, sino que parece no encontrar lazo alguno con el Antiguo.
Este repudio del Dios veterotestamentario, que se asemeja con el marcionismo, sigue apareciendo en su concepto de la divinidad. Dios está totalmente por encima de las criaturas, sin contacto con ellas, indiferente y pacífico, con impasibilidad totalmente pagana, epicúrea.
Sigue concibiendo a los demás dioses como existentes en dependencia del Dios de los cristianos, «Deus princeps, Deus summus».
El alma tiene por autor un demiurgo inferior a la divinidad.
El alma, material y mortal, consigue la inmortalidad por la gracia de Dios y por sus méritos. Los condenados van siendo aniquilados lentamente por las llamas del infierno.
En la defensa de la fe disminuye en exceso la fuerza de la razón humana. La convicción de la existencia de un supremo «señor y regulador» del universo es innata en el alma.
En Arnobio tenemos, pues, un neoconverso de edad avanzada y amplia erudición pagana, influenciado por todas las escuelas ―desde Platón a los gnósticos y desde los estoicos a los epicúreos― que se adhiere de corazón a la verdad cristiana asimilada muy lentamente.

### Ediciones
- PL 5, 718-1288
- A. REIFFERSCHEID, en CSEL, IV; R. LAURENTI, 1 sette libri contro i pagan¡, Turín 1962.-

### Estudios
- FESTUGIÉRE, A. J.: «Arnobiana», en Vigíliae Christiánae, 6: págs. 208-254, 1952.
- GABARROU, F.: Le latin d'Arnobe. París, 1921
- GABARROU, F.: Arnobe, son oeuvre. París, 1922.
- MAZZA, M.: «Studi arnobiani, I. La dottrina dei viri novi nel secondo libro dell'Adv. nat. di Arnobio», en Helikon, 3, pp. 111-169, 1963.
- RAPISARDA, E.: Arnobio. Catania, 1945.
- SCHEIDWEILER, F.: «Arnobius und der marcionitismus», en Zeitschrift für Neutestamentliche Wissenschaft, pp. 6-27, 1954.
- SIRNA, F. G.: «Arnobio e l'eresia marcionita di Patrizio», en Vigíliae Christiánae, 18, pp. 37-50, 1964.

- El contenido de este artículo incorpora material de la Gran Enciclopedia Rialp que mediante una autorización permitió agregar contenidos y publicarlos bajo licencia GFDL. La autorización fue revocada en abril de 2008, así que no se debe añadir más contenido de esta enciclopedia.